# Dinhard
Dinhard (toponimo tedesco) è un comune svizzero di 1 534 abitanti del Canton Zurigo, nel distretto di Winterthur.

## Storia
Nel 1934 la località di Sulz, fino ad allora frazione di Dinhard, è stata assegnata a Rickenbach.

## Monumenti e luoghi d'interesse

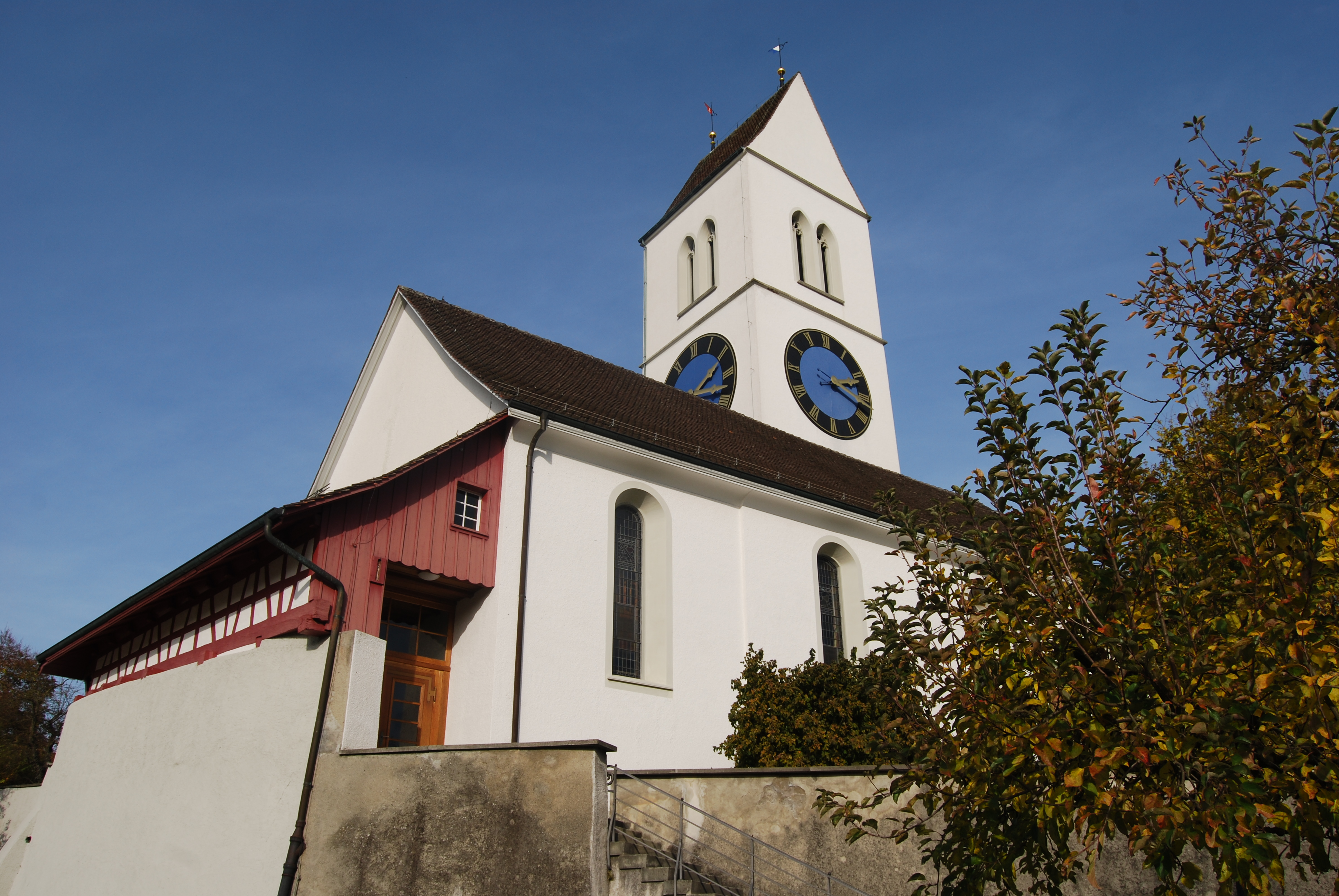
La chiesa riformata

- Chiesa riformata (già di Santa Petronilla), eretta nell'800 circa e ricostruita nel 1511-1515[1].

## Società

### Evoluzione demografica
L'evoluzione demografica è riportata nella seguente tabella:
Abitanti censiti

## Infrastrutture e trasporti

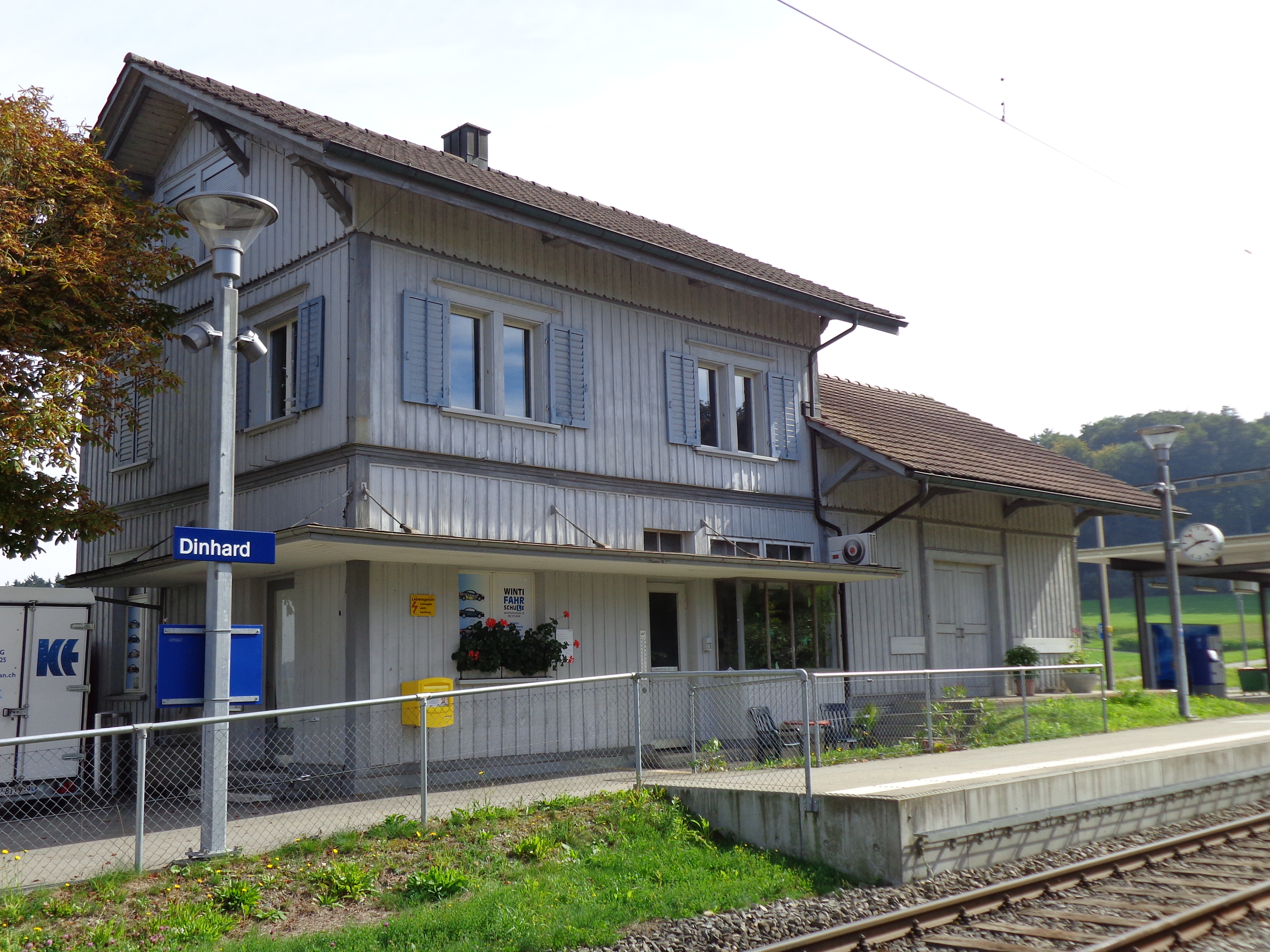
La stazione di Dinhard

Dinhard è servito dall'omonima stazione sulla ferrovia Winterthur-Etzwilen (linea S29 della rete celere di Zurigo).

## Amministrazione
Ogni famiglia originaria del luogo fa parte del cosiddetto comune patriziale e ha la responsabilità della manutenzione di ogni bene ricadente all'interno dei confini del comune.